# Ruckinge
Ruckinge (engelskt uttal: [rʌkɪndʒ]) är en ort och civil parish i grevskapet Kent i sydöstra England. Orten ligger i distriktet Ashford, cirka 9 kilometer söder om Ashford. Civil parishen hade 767 invånare vid folkräkningen år 2021.
I civil parishen ligger även orten Bromley Green.